# Chikkakyathnahalli, Krishnarajpet
Chikkakyathnahalli là một làng thuộc tehsil Krishnarajpet, huyện Mandya, bang Karnataka, Ấn Độ.